# Johann Georg Michael

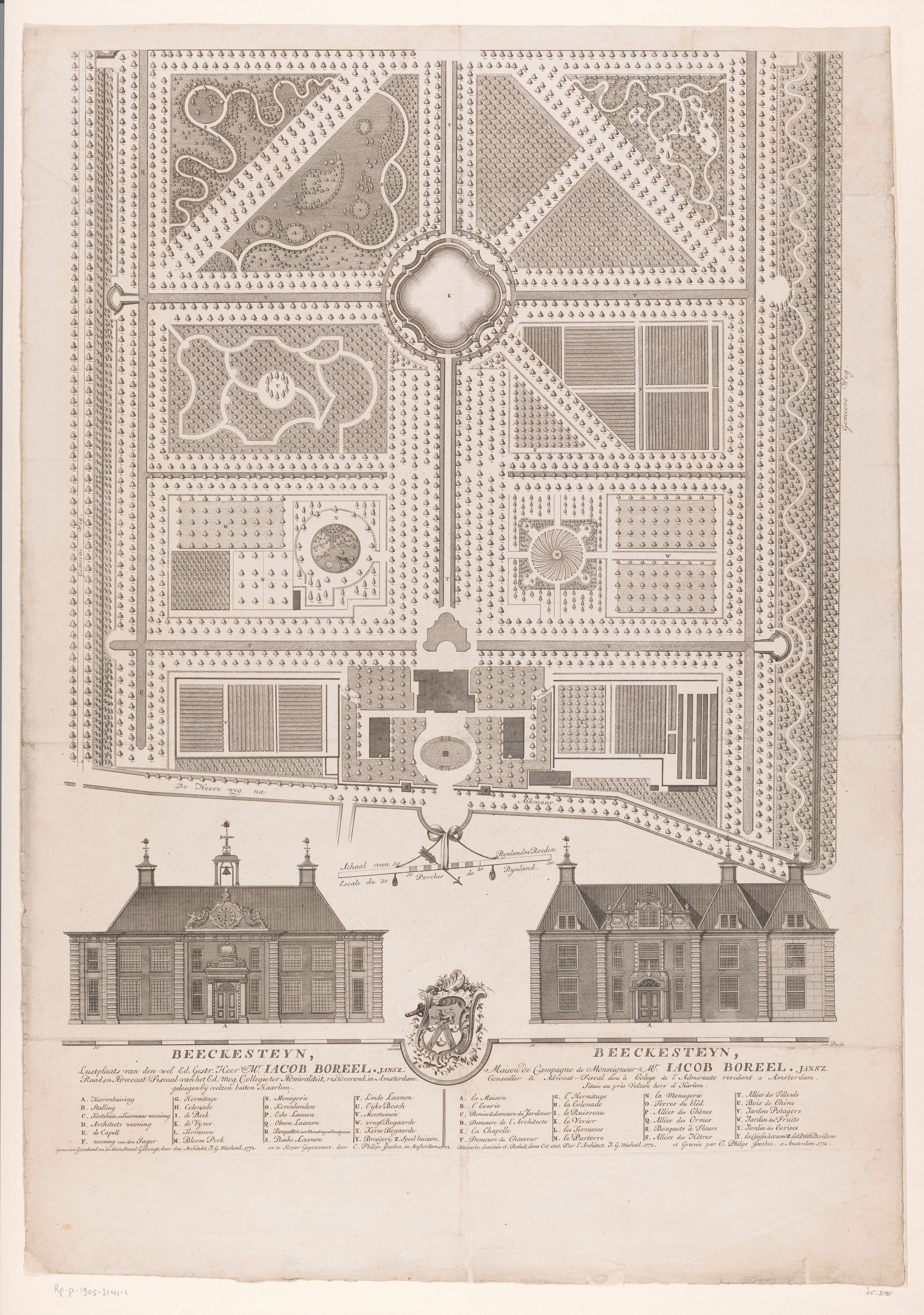
Plattegrond van Beeckestijn naar een tekening van Johann Georg Michael,1772

Johann Georg Michael (Landau (Bad Arolsen), 24 april 1738 – Velsen, 15 februari 1800) was een Duitse hovenier en tuin- en landschapsarchitect, die vanaf begin jaren zestig van de achttiende eeuw in Nederland woonde en werkte. Hij legde onder meer de Engelse landschapstuin van buitenplaats Beeckestijn in Velsen-Zuid aan.

## Biografie
Michael werd geboren in Landau in het vorstendom Waldeck. Zijn vader Joann Georg Michael (1709-1791) werkte als hovenier op Slot Landau. In het begin van de jaren zestig van de achttiende eeuw werd Michael jr. door Jacob Boreel Jansz (1717-1778) naar Beeckestijn gehaald om voor hem te gaan werken. Michael werd in staat gesteld om naast de tuinen van Beeckestijn ook andere opdrachten aan te nemen. Zo heeft hij ook de tuinen van Waterland en Elswout ontworpen.
Michael trouwde in 1764 met Anna Maria Smit uit Haarlem. Hun dochter Maria Christina trouwde met de tuinarchitect Johan David Zocher Sr.
Michael woonde op Beeckestijn, totdat hij in 1791 het landgoed Roosesteyn in Velsen kocht. Daar is hij in 1800 overleden. De op de gravure uit 1772 aangeduide architects-woning is niet meer aanwezig.

## Uitgevoerde projecten
- Beeckestijn, Velsen-Zuid
- Huis te Vogelenzang, Vogelenzang
- Elswout, Overveen
- Waterland, Velsen
- Doorwerth
- Kasteel Biljoen/Beekhuizen, Velp
- Welgelegen, Haarlem
- Oosterduin, Overveen
- Kasteel Staverden, Staverden
- Wandeling singels, Arnhem
- Wildhoef, Bloemendaal
- Oud-Berckenroede, Heemstede
- Broekhuizen, Leersum
- Adrichem, Beverwijk

- Biografisch Portaal: 23894154
- RKD-Nederlands Instituut voor Kunstgeschiedenis: 312512
- Union List of Artist Names: 500021810
- Virtual International Authority File: 95815670